# Quirinalen

Schematisk karta över Roms sju kullar.

Quirinalen (även Kvirinalen, latin: Collis Quirinalis, italienska: Quirinale) är en av Roms sju kullar, belägen mellan Trajanus forum och Diocletianus termer. Namnet Quirinalen kommer av Quirinus tempel. 

## Bakgrund
Kullen skall ha varit en sabinsk bosättning och Titus Tatius skall ha slagit sig ned där efter freden mellan sabinerna och romarna.
Under antiken dominerades Quirinalen av olika helgedomar och andra offentliga byggnader, men även av patriciervillor. I början av 300-talet uppförde kejsar Konstantin den sista badanläggningen här – Konstantins termer. Under medeltiden avfolkades höjden, men den väcktes till liv i mitten av 1500-talet av påvarnas intresse för området.
Quirinalen domineras av Palazzo del Quirinale med dess vidsträckta trädgårdar. Palatset var före 1870 påvens sommarresidens, och fram till 1947 den italienske kungens bostad. Numera är det tjänste- och representationsbostad för presidenten. På Piazza del Quirinale står två kolossalstatyer föreställande Zeus båda söner Castor och Pollux, de så kallade Dioskurerna. Vid torget (piazzan) ligger även Palazzo della Consulta, som bland annat hyser en domstol. På Quirinalen är två av barockens sakrala arkitektoniska mästerverk belägna: kyrkorna San Carlo alle Quattro Fontane av Francesco Borromini och Sant'Andrea al Quirinale av Giovanni Lorenzo Bernini.